# شاشي ثارور
شاشي ثارور (مواليد 9 مارس 1956) هو سياسي ودبلوماسي هندي وهو عضو في برلمان الهند منذ عام 2009.

## أعماله المترجمة للعربية
- الفيل والنمر والتليفون المحمول، ترجمة: مركز ميتسكو للترجمة - محمد بكر، بالإشتراك مع: مؤسسة محمد بن راشد آل مكتوم، سفير الدولية للنشر، 2008
- إمبراطورية شريرة - ما فعلته بريطانيا في الهند، ترجمة: كريم كيلاني، مكتبة جليس، 2022
- عصر الظلام ؛ الإمبراطورية البريطانية في الهند، ترجمة: أماني علي صالح، دار المحيط للنشر، 2022